# Răzbuneni, Cluj
Răzbuneni (până în 1925 Sunia; în maghiară Radákszinye) este un sat în comuna Bobâlna din județul Cluj, Transilvania, România.

## Note

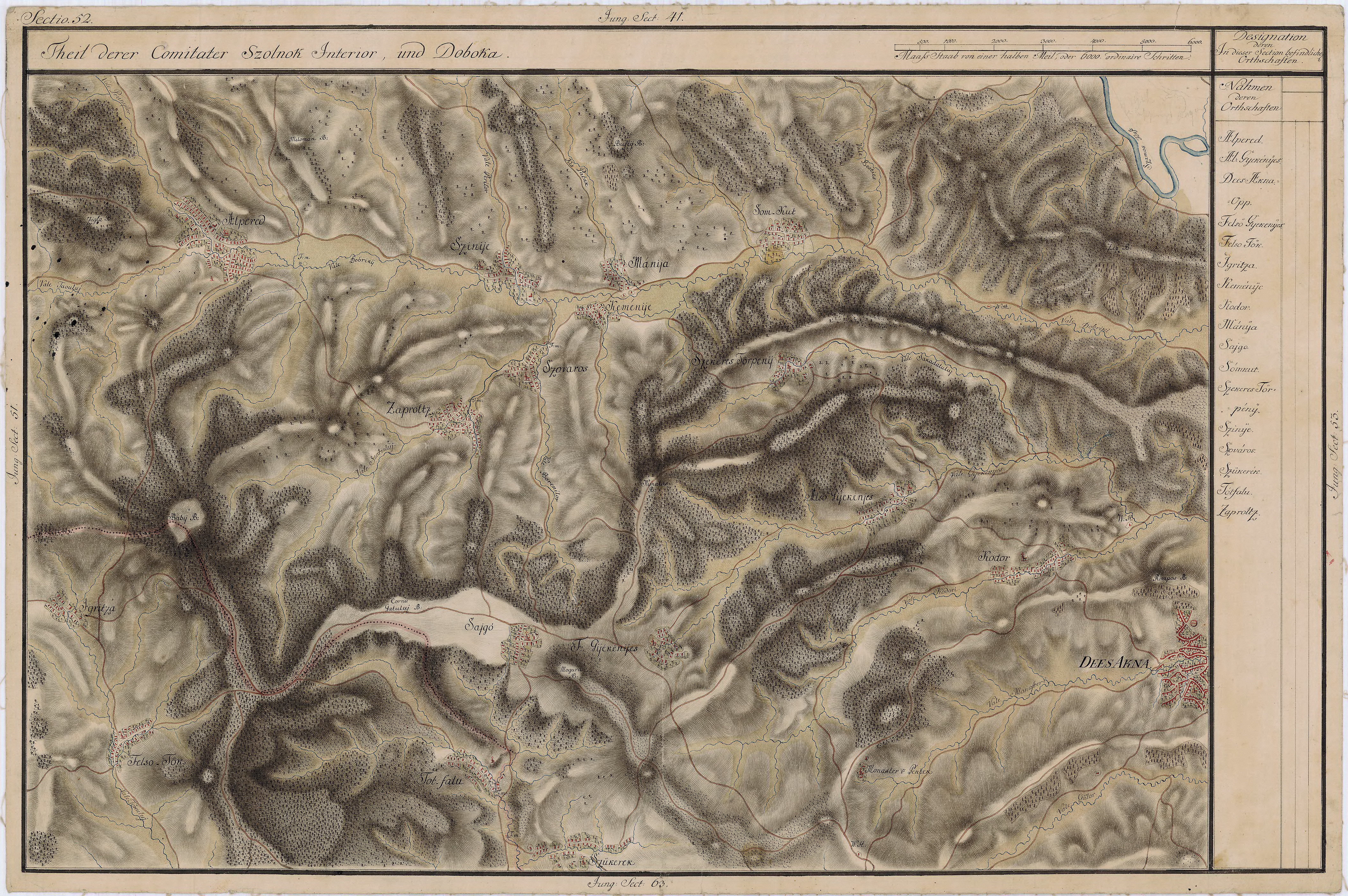
Răzbuneni în Harta Iosefină a Transilvaniei, 1769-73